# AAA-Saison 1929
Die AAA-Saison 1929 war die 12. Meisterschaftssaison im US-amerikanischen Formelsport. Sie begann am 30. Mai mit dem Indianapolis 500 und endete am 2. September in Altoona. Louis Meyer sicherte sich wie im Vorjahr den Titel.

## Rennergebnisse
| Nr. | Datum         | Veranstaltung (Rennstrecke)                                           | Meilen | Sieger         | Siegerteam |
| --- | ------------- | --------------------------------------------------------------------- | ------ | -------------- | ---------- |
| 1   | 30. Mai       | International 500 Mile Sweepstakes (Indianapolis Motor Speedway) (ZO) | 500    | Ray Keech      | Miller     |
| 2   | 09. Juni      | Detroit Race (Michigan State Fairgrounds) (UO)                        | 100    | Cliff Woodbury | Miller     |
| 3   | 15. Juni      | Altoona Race 1 (Altoona Speedway) (HB)                                | 148,75 | Louis Meyer    | Miller     |
| 4   | 31. August    | Syracuse Race (New York State Fairgrounds) (UO)                       | 100    | Wilbur Shaw    | Miller     |
| 5   | 02. September | Altoona Race 2 (Altoona Speedway) (HB)                                | 200    | Louis Meyer    | Miller     |

- Erklärung: HB: Holzbahn (Board track), ZO: Ziegelsteinoval, UO: Unbefestigtes Oval

## Fahrer-Meisterschaft (Top 10)
| 1. | Louis Meyer    | 1330 |
| 2. | Ray Keech      | 1000 |
| 3. | Wilbur Shaw    | 240  |
| 4. | Fred Frame     | 231  |
| 5. | Cliff Woodbury | 200  |

| 6. | Cliff Bergere | 186 |
| 7. | Fred Winnai   | 168 |
| 8. | Jimmy Gleason | 166 |
| 9. | Frank Brisko  | 110 |
|    | Myron Stevens | 110 |